# Retrocesso democrático nos Estados Unidos

Índices de democracia para os Estados Unidos por V-Dem, 1900–2024. O aumento significativo em 1920 coincide com a conquista do direito de voto pelas mulheres, enquanto a grande queda em 2017 coincide com o início da primeira presidência de Donald Trump.

O retrocesso democrático foi identificado como uma tendência nos Estados Unidos em níveis estadual e nacional em vários índices e análises. É “um processo de mudança de regime em direção à autocracia que torna o exercício do poder político mais arbitrário e repressivo e que restringe o espaço para a contestação pública e a participação política no processo de seleção do governo”.
A era de Jim Crow está entre os exemplos históricos mais citados de retrocesso democrático, com os negros americanos, em particular, vendo seus direitos serem drasticamente corroídos, especialmente no sul dos Estados Unidos. O retrocesso no século XXI tem sido discutido como um fenômeno em grande parte liderado pelos republicanos, com ênfase particular nas administrações de Donald Trump. Os possíveis motivadores frequentemente citados incluem decisões tomadas pela Suprema Corte (especialmente aquelas relacionadas a dinheiro na política e manipulação eleitoral), tentativas de subversão eleitoral, concentração de poder político e um interesse crescente em violência política e política de identidade branca. As presidências de Donald Trump também resultaram no rebaixamento da democracia dos EUA por vários índices e especialistas.

## Era de Jim Crow

### Preparação para Jim Crow
A primeira reconstrução começou com a proclamação da Emancipação em 1863. Imediatamente após a Guerra Civil Americana, o governo federal dos Estados Unidos inicialmente assumiu um papel ativo na redução da discriminação racial Entre 1865 e 1870, três emendas à Constituição foram aprovadas para abordar a desigualdade racial no Sul: a Décima Terceira (que aboliu a maioria das formas de escravidão), a Décima Quarta (que abordava os Direitos de Cidadania e a proteção igual perante a lei) e a Décima Quinta (que tornou ilegal negar o direito de voto com base em" raça, cor ou condição anterior de servidão"). Com isso, o número de homens afro-americanos que podiam votar passou de 0,5% em 1866 para 70% em 1872. Estas alterações teriam oferecido proteções mais abrangentes, mas alguns legisladores republicanos queriam limitar o seu impacto para que não se aplicassem aos imigrantes ou às pessoas mais pobres dos seus distritos.
No final da década de 1870, no entanto, a reação branca contra os ganhos sociais, econômicos e políticos dos negros (exemplificados pela violência e perseguição que enfrentaram de grupos terroristas como a Ku Klux Klan) contribuiu para o Compromisso de 1877, em que o Partido Democrata (então dominado por supremacistas brancos do Sul) concordou em deixar os republicanos vencerem a eleição presidencial de 1876, em troca da remoção das tropas federais no Sul e, nas palavras do historiador James M. McPherson, "o abandono do homem negro ao seu destino". Antigos apoiadores das políticas da era da Reconstrução começaram a argumentar que o governo havia feito "muitas mudanças muito rápido", e um movimento conservador branco dentro do Partido Republicano também começou a ganhar influência.

### Era de Jim Crow
A Era Jim Crow viu uma erosão dos direitos políticos e civis que duraria décadas; entre as décadas de 1890 e 1910, os governos do Sul aprovaram as leis Jim Crow, que instituíram impostos eleitorais, testes de alfabetização e outros sistemas discriminatórios, impedindo muitos negros e americanos brancos empobrecidos de votar. Em 1913, essa privação de direitos se estendeu ao governo federal, quando o governo Wilson introduziu a segregação também lá. As políticas de Jim Crow foram descritas como um colapso democrático (ou retrocesso).

## Século XXI

Países que se autocratizaram (vermelho) ou que se democratizaram (azul) substancial e significativamente (2010–2020), de acordo com o V-Dem Institute ; os restantes permanecem substancialmente inalterados.

O século XXI assistiu à erosão dos direitos de voto e ao aumento da manipulação partidária dos distritos eleitorais por parte das legislaturas estaduais. A primeira presidência de Donald Trump acelerou o enfraquecimento das normas democráticas. Um artigo publicado nos Anais da Academia Americana de Ciências Políticas e Sociais afirmou: "Trump minou a fé nas eleições, encorajou a violência política, difamou os meios de comunicação social tradicionais e posicionou-se como um homem forte da lei e da ordem, desafiando os imigrantes e reprimindo os protestos".
Em 2019, os cientistas políticos Robert R. Kaufman e Stephan Haggard observaram "paralelos impressionantes em termos de disfunção democrática, polarização, natureza dos apelos autocráticos e os processos através dos quais os titulares autocráticos procuraram explorar cargos eleitos" nos Estados Unidos sob Trump, em comparação com outros países em retrocesso (Venezuela, Turquia e Hungria). Eles argumentaram que uma transição para o autoritarismo competitivo é possível, mas improvável. Em 2020, Kurt Weyland apresentou um modelo qualitativo para avaliar a continuidade e a reversão democrática usando dados históricos da experiência de outros países. O seu estudo concluiu que os Estados Unidos são imunes à reversão democrática. Em 2021, os cientistas políticos Matias López e Juan Pablo Luna criticaram sua metodologia e seleção de parâmetros e argumentaram que tanto a continuidade quanto a reversão democrática são possíveis. No que diz respeito ao estado da investigação académica sobre o assunto, escreveram que “a probabilidade de observar um retrocesso democrático nos Estados Unidos continua a ser uma questão em aberto e importante”. De acordo com alguns especialistas canadianos em segurança, o Canadá pode reavaliar as relações historicamente estreitas entre o Canadá e os Estados Unidos em resposta ao retrocesso democrático nos EUA, o que pode trazer instabilidade à região e comprometer a maior fonte de informações do Canadá.
Em 2025, Steven Levitsky considerou que os dois primeiros meses da segunda administração Trump foram o caso mais agressiva e abertamente autoritário de retrocesso democrático que ele viu, expressando particular preocupação com os ataques aos tribunais.

### Origens

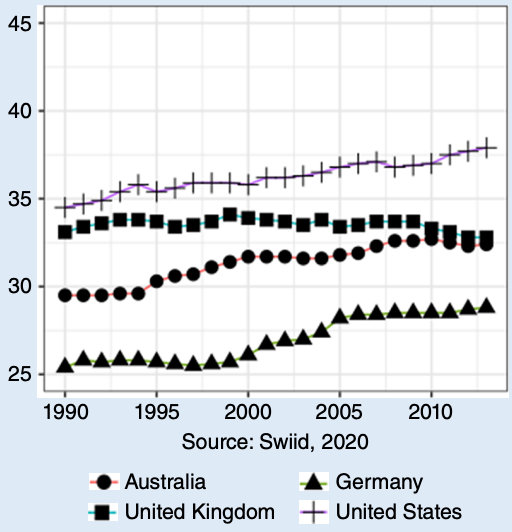
Desigualdade após impostos e transferências

Alguns relacionaram a guerra contra o terrorismo e a Guerra do Iraque, iniciada durante a presidência de George W. Bush, como tendo possibilitado um posterior retrocesso democrático sob a primeira administração Trump.
Também foi citado um ressurgimento de políticas de identidade autoritárias e étnicas brancas. Alguns associaram esse aumento às redes sociais, ao Google, ao YouTube e a outros algoritmos da economia da atenção que priorizam conteúdos mais sensacionais. A mudança no panorama dos meios de comunicação social também resultou numa perda de jornalistas, com o jornalismo local a ser oferecido como uma solução parcial para a polarização política.

#### Desigualdade e o papel do dinheiro na política
Cientistas políticos, incluindo Wendy Brown e H. A. Giroux, argumentaram que os Estados Unidos têm vindo a desdemocratizar-se desde a década de 1980 devido ao neoconservadorismo e ao neoliberalismo. Aziz Huq e Behrouz Alikhani citaram a crescente influência política dos ricos e das corporações globais com o afrouxamento das leis de financiamento de campanhas, especialmente a decisão do Supremo Tribunal no caso Citizens United.

#### Instituições antidemocráticas
Huq também citou a democratização inadequada das instituições nacionais desde 1787. Levitsky e Ziblatt concordam, concluindo que 2016-2021 foi um período de retrocesso democrátic  devido em grande parte à incapacidade de reformar instituições minoritárias como o Colégio Eleitoral e o Senado, que permitiram que candidatos xenófobos reacionários ganhassem cargos com muito mais facilidade do que em outras democracias que tinham reformado com sucesso as suas instituições no século XX para serem mais representativas. Tom Ginsburg e Bridgette Baldwin apresentaram argumentos semelhantes, citando o papel do Supremo Tribunal na transferência de poder político o suficiente para permitir o autoritarismo. A revista The Economist argumenta que a constituição americana é mais vulnerável a retrocessos do que as democracias parlamentares, apontando exemplos ao longo da história de retrocessos em países que copiaram o modelo americano.
Levitsky e Ziblatt argumentam que a Constituição dos EUA é a mais difícil do mundo de ser alterada "por muito" e que isso ajuda a explicar por que os EUA ainda têm tantas instituições antidemocráticas que a maioria ou todas as outras democracias reformaram. Ari Berman criticou o Artigo Cinco da Constituição, citando como, em 2024, 7% dos cidadãos dos EUA nos 13 estados menos populosos podem bloquear qualquer emenda constitucional. Richard Albert diz que alterar a Constituição dos EUA é virtualmente impossível e que ela está consistentemente classificada entre as mais difíceis de alterar. Ele cita a divisão partidária como explicação para o facto de ter sido possível alterá-la em certos momentos e não noutros. Ele argumenta que, em vez de emendas constitucionais, juízes, legislativos e executivo assumiram novos poderes para implementar as mudanças que desejam ver feitas. Ele também deseja que os fundadores tivessem optado por um caminho diferente durante as suas discussões sobre o Artigo V. Dan Balz e Clara Ence Morse criticaram o Artigo Cinco por ter "provado ser virtualmente impossível de mudar", apesar de ter sido concebido para ser actualizado. Jill Lepore diz que alterar a constituição é uma forma de revolução pacífica, mas quando uma constituição se torna tão frágil e fixa, pode levar a uma insurreição.

### Manipulação eleitoral
Os republicanos tomaram a iniciativa de promover o redistritamento estadual a seu favor usando os resultados do Censo dos Estados Unidos de 2010. Eles implementaram o Redistricting Majority Project, ou REDMAP, que tinha como objetivo redistribuir os estados onde os republicanos estavam no controle dos mapas distritais para pressionar por uma representação republicana mais forte, normalmente por meio de manipulação partidária. Este foi um fator que contribuiu para que os republicanos ganhassem o controle da Câmara dos Representantes dos Estados Unidos ao ganharem mais de 33 assentos nas eleições de 2012 para a Câmara dos Representantes dos Estados Unidos.
Esses novos mapas distritais desenhados pelos republicanos foram alvo de vários processos judiciais questionando sua validade. O Tribunal Roberts nunca revogou uma lei eleitoral por infringir o sufrágio ou os direitos de proteção igualitária. Por outro lado, revogou o regime de pré-autorização da Lei dos Direitos de Voto no caso Shelby County v. Holder (2013), que existia para impedir a privação de direitos por parte dos estados. Também não agiu com base na manipulação partidária. No seu conjunto, segundo Huq, estas mudanças alteram o equilíbrio institucional para “permitir a replicação do sistema de domínio de um partido semelhante ao que caracterizou o Sul dos Estados Unidos durante grande parte do século XX”. Contudo, isso nem sempre foi a norma. Em junho de 2023, o tribunal decidiu por 5–4 para manter as decisões do tribunal inferior que usaram a Lei dos Direitos de Voto de 1965 para instruir o estado do Alabama a traçar um segundo distrito congressional de maioria negra, o que foi saudado como uma vitória para os defensores dos direitos de voto. O tribunal decidiu por 6–3 que os tribunais estaduais podem julgar questões relacionadas às eleições federais realizadas em seu estado e a Suprema Corte da Carolina do Norte foi autorizada a julgar se o mapa do Congresso desenhado pela Legislatura da Carolina do Norte estava em conformidade com a constituição estadual, porque a Constituição dos Estados Unidos "não isola as legislaturas estaduais do exercício ordinário da revisão judicial estadual". O tribunal rejeitou a teoria da legislatura estadual independente, que sustentava que as legislaturas estaduais têm "autoridade efetivamente irrestrita" para desenhar mapas de acordo com seus desejos.

### Suprema Corte
Além das decisões sobre gerrymandering, Thomas Keck argumenta que, como o Tribunal historicamente não serviu como um forte baluarte da democracia, o Tribunal Roberts tem a oportunidade de entrar para a história como um defensor da democracia. No entanto, ele acredita que se o tribunal proteger Trump de processos criminais (depois de garantir o seu acesso ao voto), então os riscos que advêm de um status quo antidemocrático do actual tribunal superarão os perigos que advêm da reforma do tribunal (incluindo o seu preenchimento). Aziz Z. Huq aponta para o bloqueio do progresso das instituições democratizantes, aumentando a disparidade na riqueza e no poder, e fortalecendo um movimento nacionalista branco autoritário, como prova de que o Supremo Tribunal criou uma "minoria permanente" incapaz de derrota democrática.
Em um artigo da Vox de 2024, Ian Millhiser descreve o tribunal como tendo se tornado uma instituição partidária, dando a si mesmo cada vez mais poder para decidir questões políticas. Ele teme que o tribunal, especialmente se adicionar mais nomeados republicanos, possa consolidar permanentemente o governo republicano.

### Subversão eleitoral
Em 2020, a maioria das legislaturas estaduais eram controladas pelo Partido Republicano, embora alguns desses estados tivessem governadores democratas. Como parte das tentativas de anular a eleição presidencial dos Estados Unidos de 2020, muitos legisladores republicanos em sete estados decisivos vencidos por Joe Biden criaram certificados fraudulentos de apuração compostos por "eleitores alternativos" para declarar que Donald Trump havia realmente vencido em seus estados, anulando assim a vontade dos eleitores. Eles esperavam passar esses certificados fraudulentos ao vice-presidente Mike Pence em 6 de janeiro de 2021, para que ele revertesse a eleição de Biden e certificasse Trump como o vencedor, um esquema que ficou conhecido como Cartão Pence. Em vez disso, Pence contou as listas autênticas de eleitores e declarou Biden o vencedor. Em junho de 2022, os participantes do esquema de eleitores alternativos começaram a receber intimações do Comitê Seleto da Câmara para Investigar o Ataque de 6 de janeiro e do Departamento de Justiça dos Estados Unidos. Investigações sobre uma conspiração de eleitores falsos de Trump se seguiram.

### Restrições à votação
Apesar de uma extensa investigação ao longo de décadas ter concluído que a fraude eleitoral é extremamente rara, muitos republicanos afirmam que é generalizada e que devem ser tomadas medidas para a prevenir. Em meio a falsas alegações persistentes de que fraude generalizada levou à derrota eleitoral de Trump em 2020, em 2021, republicanos em vários estados começaram a tomar medidas para obter o controle dos aparatos eleitorais estaduais e municipais, limitar o acesso às cédulas e contestar votos. Até junho, os republicanos apresentaram pelo menos 216 projetos de lei em 41 estados para dar às legislaturas mais poder sobre os funcionários eleitorais. Os legisladores republicanos retiraram a autoridade dos secretários de estado, que supervisionam as eleições estaduais. Na Geórgia, os republicanos removeram democratas negros das juntas eleitorais locais. No Arkansas, retiraram o controlo eleitoral às autoridades do condado.
Os republicanos de Wisconsin, liderados pelo senador Ron Johnson, procuraram desmantelar a Comissão Eleitoral bipartidária de Wisconsin, que o partido havia criado cinco anos antes. Em Michigan e outros estados indecisos, os republicanos tentaram criar um "exército" de mesários e advogados que pudessem encaminhar o que considerassem cédulas questionáveis para uma rede de promotores distritais amigáveis para contestar. Até maio de 2022, os eleitores republicanos indicaram pelo menos 108 candidatos, em cerca de 170 disputas de meio de mandato, que repetiram as alegações de Trump sobre eleições roubadas; pelo menos 149 fizeram campanha para reforçar os procedimentos de votação, apesar da falta de evidências de fraude generalizada. Dezenas destes nomeados procuraram cargos para supervisionar a administração e a certificação das eleições.
A Lei de Salvaguarda da Elegibilidade do Eleitor Americano (SAVE) foi apresentada pela primeira vez ao Congresso pelos republicanos em julho de 2024. Entre suas disposições, estaria a exigência de que o eleitor apresente prova de cidadania americana antes das eleições federais, com base em alegações de fraude eleitoral de não cidadãos em eleições recentes que foram refutadas. Essa identificação pode ser feita por meio de um passaporte americano, uma carteira de motorista estadual Real ID que indique cidadania ou outra identificação federal. Uma reclamação importante sobre esses requisitos é que, para pessoas que se mudaram para outros estados ou para pessoas casadas que mudaram seus sobrenomes no casamento, obter essa documentação com base em outras formas de identificação, como certidões de nascimento, pode ser difícil de concluir, e cria a possibilidade de negar o voto a indivíduos que têm essas dificuldades para demonstrar cidadania, principalmente mulheres casadas. Embora a primeira lei SAVE tenha expirado com o fim da sessão do Congresso de 2024, foi reintroduzida em 2025 e aprovada pela Câmara dos Representantes, de acordo com as linhas partidárias, em abril de 2025; devido à maioria limitada que os republicanos detêm no Senado, não se espera que o projeto de lei seja aprovado, a menos que o Senado vote para eliminar a regra da obstrução.

### Tendências antidemocráticas e autoritárias
Steven Levitsky e Daniel Ziblatt, no seu livro de 2018 How Democracies Die, analisam os principais candidatos presidenciais modernos em relação a quatro indicadores-chave de comportamento autoritário e descobriram que Richard Nixon enfrentou um, George Wallace enfrentou um e Donald Trump enfrentou todos os quatro. Os quatro indicadores que os autores utilizam são 1) rejeição (ou fraco compromisso com) as regras democráticas do jogo, 2) negação da legitimidade dos opositores políticos, 3) tolerância ou encorajamento da violência e 4) prontidão para restringir as liberdades civis dos opositores (incluindo os meios de comunicação social). No seu livro de 2023, Tyranny of the Minority, Levitsky e Ziblatt argumentam que a decisão dos partidários, quando confrontados com uma facção autoritária, de permanecerem leais à democracia, rompendo com essa facção, determinou o destino de várias democracias. Eles citam o Republican Accountability Project, que em 2021 estimou que 6% dos políticos republicanos nacionais defenderam consistentemente a democracia, com muitos dos que o fizeram a perder a reeleição ou a reformar-se.
Em 2021, pesquisas e levantamentos indicaram uma mudança significativa contra a democracia entre os eleitores republicanos, tanto em termos de retórica quanto de aceitação de potencial violência política. A mudança foi mais pronunciada entre os republicanos que confiavam na Fox News, e mais ainda na Newsmax e na One America News (OAN), que estavam mais inclinados a acreditar na afirmação refutada de que a eleição presidencial de 2020 havia sido roubada de Trump. Uma pesquisa do Instituto de Pesquisa de Religião Pública (PRRI) de novembro de 2021 descobriu que dois terços dos republicanos acreditavam que a eleição havia sido roubada, assim como 82% daqueles que confiavam mais na Fox News do que em qualquer outro meio de comunicação. Noventa e sete por cento dos que confiaram na Newsmax e na OAN acreditavam que a eleição foi roubada. Trinta por cento dos republicanos concordaram com a afirmação “os verdadeiros patriotas americanos podem ter de recorrer à violência para salvar o nosso país”, subindo para 40 por cento entre aqueles que confiam na Newsmax e na OAN; onze por cento dos democratas concordaram. Robert Jones, CEO do PRRI, disse estar profundamente preocupado com os resultados da pesquisa e que "nós realmente temos que levá-los a sério como uma ameaça à democracia". O cientista político John Pitney, que anteriormente foi assessor de política interna e legislativa para republicanos do Congresso, observou: "Na década de 1980, os republicanos aspiravam a ser o partido da esperança e da oportunidade. Agora é o partido do sangue e da terra. A guerra cultural está na frente e no centro, e para muitos republicanos, está perto de ser uma guerra literal, não apenas metafórica". O cientista político Larry Bartels, codiretor do Centro de Estudos de Instituições Democráticas da Universidade Vanderbilt, escreveu em agosto de 2020 que "um número substancial de republicanos endossa declarações que contemplam violações de normas democráticas essenciais, incluindo o respeito à lei e aos resultados das eleições e a abstenção do uso da força na busca de fins políticos". Ele atribuiu a causa principal ao “antagonismo étnico” entre os republicanos em relação aos imigrantes e minorias que buscam poder político e reivindicações sobre recursos governamentais.
Um inquérito realizado entre 2017 e 2019 concluiu que um terço dos americanos quer um "líder forte que não tenha de se preocupar com o Congresso ou com as eleições", e um quarto tinha uma visão favorável do regime militar. Um estudo de investigação realizado em 2019 concluiu que os apoiantes de Trump eram mais propensos a tolerar o engrandecimento do executivo, enquanto os republicanos eram mais propensos a apoiar um candidato que suspende o Congresso ou ignora os veredictos do tribunal. O ataque ao Capitólio de 6 de Janeiro foi descrito como um exemplo de desdemocratização e de retrocesso democrático. Também foi descrito como um golpe de estado ou autogolpe. Zack Beauchamp descreveu a campanha presidencial de Donald Trump em 2024 como mais um passo no caminho do retrocesso democrático, questionando se a democracia americana poderia sobreviver a uma segunda presidência de Trump.
Em Março de 2025, o ICE deteve Mahmoud Khalil sem o acusar de qualquer crime e terá ameaçado a sua esposa com a prisão. Donna Lieberman, diretora da União pelas Liberdades Civis de Nova York, condenou a detenção e disse que é um "ataque direcionado, retaliatório e extremo aos seus direitos da Primeira Emenda " e "cheira a macartismo". Mais tarde, nesse mesmo mês, a administração revogou o visto de estudante de Ranjani Srinivasan, um dos vários estudantes da Universidade de Columbia visados pelos funcionários da imigração.

### Nacionalismo religioso e branco
Durante a era Trump, surgiu um movimento populista de extrema-direita baseado no nacionalismo cristão, que obteve um grau significativo de aceitação generalizada, tipificado pela outrora marginalizada Reforma Nova Apostólica. A ideologia do Trumpismo adere amplamente a uma crença profundamente arraigada de que a América foi fundada como uma nação cristã. Philip Gorski, professor de sociologia da religião em Yale, chama isso de "uma versão mitológica da história americana". Os adeptos do movimento acreditam que seu domínio cristão foi usurpado por outras raças e crenças, o que Gorski caracteriza como uma forma de tribalismo racial: "uma forma de nacionalismo do tipo 'não gostamos de pessoas que estão tentando mudar [nosso país] ou de pessoas que são diferentes'". Vários estudos descobriram que o apoio à democracia entre os americanos brancos está negativamente correlacionado com seu nível de preconceito racial, ressentimento e desejo de manter o poder e o status brancos.
Os investigadores observaram que muitos no movimento procuram reduzir ou eliminar a separação entre a Igreja e o Estado, prevista na Constituição. Alguns nacionalistas cristãos também acreditam que Trump foi escolhido divinamente para salvar a América cristã branca. Em seu livro de 2022, The Flag and the Cross: White Christian Nationalism and the Threat to American Democracy, Gorski e o coautor Samuel Perry, professor de Sociologia na Universidade de Oklahoma, escreveram que os nacionalistas cristãos brancos compartilham um conjunto de crenças e princípios antidemocráticos comuns que "se somam a uma visão política que privilegia a tribo. E eles buscam colocar outras tribos em seu devido lugar". Alguns acreditam em um "Cristo Guerreiro" que seguirão com o uso da violência justa.
Durante um debate presidencial em setembro de 2020, Trump foi questionado se ele condenaria supremacistas brancos e grupos de milícias que apareceram em alguns protestos naquele ano. Depois que seu oponente Joe Biden mencionou os Proud Boys, Trump declarou: "Proud Boys, recuem e fiquem parados", acrescentando "alguém precisa fazer algo sobre a Antifa e a esquerda porque este não é um problema de direita". Depois que Trump e seus aliados esgotaram as vias legais para anular os resultados da eleição presidencial de 2020, vários líderes dos Proud Boys e Oath Keepers foram indiciados e condenados por acusações federais de conspiração sediciosa por seus papéis no ataque ao Capitólio dos Estados Unidos em 6 de janeiro, enquanto o Congresso se reunia para certificar a eleição de Biden. O Departamento de Segurança Interna (DHS) declarou em outubro de 2020 que os supremacistas brancos representavam a maior ameaça terrorista doméstica, o que o diretor do FBI, Christopher Wray, confirmou em março de 2021, observando que o departamento havia elevado a ameaça ao mesmo nível do ISIS. A divulgação das conclusões do DHS foi adiada durante meses, o que um denunciante, o chefe interino dos serviços secretos do departamento, Brian Murphy, atribuiu à relutância dos líderes do DHS em divulgar informações que pudessem ter um impacto negativo no presidente num ano eleitoral.
Todos os republicanos votaram contra uma medida da Câmara de julho de 2022 que exigia que a Segurança Interna, o FBI e o Departamento de Defesa "publicassem um relatório que analisasse e estabelecesse estratégias para combater atividades de supremacia branca e neonazistas" em suas fileiras. Um inquérito realizado em 2019 a militares da ativa concluiu que cerca de um terço tinha "testemunhado pessoalmente exemplos de nacionalismo branco ou racismo de cariz ideológico nas suas fileiras nos últimos meses". Cerca de um quinto dos que foram acusados de participar no ataque de 6 de janeiro eram veteranos, alguns dos quais em serviço ativo.
Rachel Kleinfeld, uma estudiosa de violência política global e democracia no Carnegie Endowment for International Peace, descobriu em julho de 2022 que a afinidade de Trump com grupos de milícias de extrema direita remontava à sua campanha de 2016 e que tais grupos se tornaram cada vez mais comuns no Partido Republicano. Ela argumentou que a influência da milícia se espalhou desde o ataque de 6 de janeiro entre líderes republicanos em níveis nacional, estadual e local. A cientista política Barbara Walter, que estudou a violência política que leva à guerra civil, comentou em março de 2022 que "Definitivamente, há muitos grupos na extrema direita que querem a guerra. Eles estão se preparando para a guerra... Conhecemos os sinais de alerta. E sabemos que se fortalecermos nossa democracia e se o Partido Republicano decidir que não será mais uma facção étnica que tenta excluir todos os outros, então nosso risco de guerra civil desaparecerá."

### Reações
Em Março de 2025, o historiador Christopher R. Browning constatou um retrocesso democrático “considerável”. Adrienne LaFrance escreveu em Abril de 2025 que “retrocesso” pode não ser uma palavra suficientemente forte, dada a velocidade com que ela acredita que a democracia dos EUA está a declinar sob a segunda administração Trump.
Em setembro de 2023, treze presidentes, de Herbert Hoover a Barack Obama, divulgaram uma mensagem conjunta sem precedentes alertando sobre o frágil estado da democracia americana. A declaração apelou a um novo compromisso com o Estado de direito e a civilidade no discurso político, bem como ao respeito pelas instituições democráticas e por eleições seguras e acessíveis.
O presidente Joe Biden alertou sobre ameaças à democracia durante discursos em 2022 e 2023. Em um evento de arrecadação de fundos em agosto de 2022, Biden disse que a filosofia MAGA de Donald Trump era "como o semifascismo".
Hillary Clinton, derrotada por Trump em 2016, disse em outubro de 2023 que Trump provavelmente seria o candidato presidencial republicano de 2024 e, se eleito, "destruiria nossa democracia", comparando seus apoiadores do MAGA a um "culto".

### Teoria executiva unitária
Embora o escopo da teoria seja contestado em relação aos poderes do presidente, ela ganhou destaque desde o governo Reagan e tem sido citada como justificativa para muitos dos aumentos no poder presidencial desde então. Donald Trump adotou a teoria quando estava no cargo e planeja usá-la de forma mais agressiva após sua reeleição para um segundo mandato. Os presidentes de ambos os partidos tendem a encarar a ideia de que deveriam ter aumentado o seu poder de forma mais favorável quando estavam no cargo.
Em abril de 2023, a Heritage Foundation, um think tank conservador, revelou o Projeto 2025, uma iniciativa política que detalha planos abrangentes para o próximo presidente republicano consolidar o controle sobre o poder executivo. Mais de 100 organizações conservadoras contribuíram para o projeto. O Projeto 2025 propõe mudanças radicais no governo federal relacionadas a questões sociais e econômicas, cortando o financiamento, desmantelando ou abolindo completamente os principais departamentos e agências do Gabinete, com o objetivo de colocar suas funções sob o controle total e direto do presidente para impor uma série de políticas conservadoras em escala nacional. A proposta inclui a substituição de milhares de funcionários públicos federais de carreira por apoiantes de Trump para implementar o plano, e inclui a mobilização de forças militares para a aplicação da lei interna, a perseguição dos adversários políticos de Trump e a infundição de crenças cristãs nas políticas governamentais.
Críticos do Projeto 2025 o descreveram como um movimento nacionalista cristão autoritário e um caminho para os Estados Unidos se tornarem uma autocracia. Vários especialistas em direito indicaram que isso prejudicaria o Estado de direito e a separação de poderes  Ruth Ben-Ghiat, uma estudiosa do fascismo e dos líderes autoritários da Universidade de Nova York, escreveu em maio de 2024 que o Projeto 2025 "é um plano para uma tomada autoritária dos Estados Unidos que tem um nome enganosamente neutro", caracterizando os participantes do projeto como "encarnações americanas do fascismo". Anunciando em junho de 2024 a formação de uma força-tarefa para abordar o Projeto 2025, o congressista democrata Jared Huffman o caracterizou como "uma adoção sem precedentes do extremismo, do fascismo e do nacionalismo religioso, orquestrada pela direita radical e seus financiadores obscuros". Alguns acadêmicos temem que o Projeto 2025 represente um significativo engrandecimento executivo, um tipo de retrocesso democrático.

## Indicadores

### Relógio Bright Line
O Bright Line Watch realiza pesquisas com cientistas políticos com mais regularidade do que alguns outros índices e mostrou uma diminuição significativa da democracia nos EUA no início do primeiro e segundo mandatos de Trump. Brendan Nyhan e a NPR interpretaram os resultados do inquérito de 2025 como demonstrando um consenso significativo entre cientistas políticos em torno das preocupações com um maior retrocesso democrático no início da segunda administração Trump. Embora não seja uma amostra representativa, é uma amostra grande que tem sido usada desde a eleição de Donald Trump em 2016 para avaliar as mudanças na forma como os especialistas e o público percebem a saúde da democracia americana.

### Casa da Liberdade
Como parte da sua série de pesquisas Freedom in the World, a Freedom House rebaixou significativamente a pontuação dos Estados Unidos no seu índice de direitos civis e liberdades políticas entre 2010 (94) e 2020 (83), incluindo uma perda acelerada de 6 pontos apenas durante a primeira presidência de Donald Trump, citando a necessidade de 3 reformas principais: remover barreiras ao voto, limitar a influência do dinheiro na política e estabelecer comissões independentes de redistritamento.

### IDEIA
A IDEA Internacional classificou os EUA como uma “democracia em retrocesso” após avaliar os acontecimentos de 2020 e 2021, incluindo o dia 6 de janeiro e uma legislatura com mau funcionamento. As pontuações da IDEA em termos de democracia começaram a cair nos Estados Unidos em 2016.

### Índice de Democracia Estadual
Jacob Grumbach publicou o Índice de Democracia Estadual, que avalia os estados entre 2000 e 2018 com base na força de sua democracia eleitoral. Embora tenha começado em 2002 e acelerado após as eleições de 2010 e a redistribuição distrital, Grumbach descobriu que quase todos os retrocessos democráticos nos estados americanos ocorreram sob o controle unificado do Partido Republicano, enquanto os estados controlados e divididos pelo Partido Democrata se tornaram mais democráticos. Grumbach descobriu que Alabama, Tennessee, Ohio, Wisconsin e Carolina do Norte foram os estados com pior desempenho (com Wisconsin e Carolina do Norte anteriormente classificados no topo) e sugeriu que um sentimento de ameaça racial foi um dos principais impulsionadores nesses estados com maiores populações negras se tornando mais antidemocráticos. Grumbach também cita a desigualdade económica, a nacionalização da política estatal através do declínio do jornalismo e o aumento de doadores nacionais como contribuintes para o retrocesso. Embora observe que seria difícil fazer comparações entre épocas, ele acredita que as eras da escravatura e de Jim Crow, em particular, tiveram lacunas muito maiores na qualidade da democracia entre os estados do que as lacunas actuais que ele analisa e observa que os EUA, aos olhos de alguns, não eram uma democracia até 1964. A Vox descreve este índice como a primeira tentativa de quantificar a democracia entre os estados dos EUA e como sendo amplamente elogiado. O período de 2018-2024 resultou em ligeiras melhorias gerais, graças à expansão do voto por correspondência durante a COVID-19 e à restrição da manipulação eleitoral por alguns estados.

### Índice de Democracia do The Economist
O Índice de Democracia da Economist começou nos EUA, no seu lançamento em 2006, com uma pontuação de 8,22/10 (democracia plena), embora a classificação tenha começado a cair em 2010 e tenha caído para a sua classificação mais baixa até agora, de 7,85, em 2021 (democracia falha). O The Economist citou o funcionamento do governo e a cultura política (ambos relacionados com a polarização) como as principais razões para a pontuação mais baixa.

### V-Dem
Os índices de democracia do V-Dem mostram declínios significativos entre 2016 e 2020. Em Março de 2025, o seu director afirmou que os EUA estavam a caminho de perder o seu estatuto de democracia em seis meses. O V-Dem tem medidas sobre a democracia que começaram em 1789, fornecendo dados históricos raros para comparar eventos de retrocesso, embora a comparação entre séculos apresente desafios. O V-Dem também avalia os partidos políticos numa pontuação anual de iliberalismo e classificou o Partido Republicano como mais semelhante aos partidos autoritários do que aos típicos partidos de centro-direita governantes.

### Opinião pública
Os inquéritos da Bright Line da Universidade de Chicago realizaram medições frequentes sobre as atitudes em relação à democracia nos EUA, junto de cientistas políticos e de uma amostra representativa do público, e mostraram um declínio democrático consistente com o V-Dem e o Índice de Democracia da Economist.
Às vésperas das eleições de 2024, pesquisas indicaram que democratas e republicanos tinham sérias preocupações sobre o retrocesso democrático, embora muitas vezes por razões bem diferentes. A análise das pesquisas do FiveThirtyEight descobriu que a maioria dos democratas estava preocupada com as implicações para a democracia de uma segunda presidência de Donald Trump, enquanto a maioria dos republicanos estava preocupada com a integridade das eleições, já que a maioria dos republicanos continuou a acreditar incorretamente que Joe Biden não foi legitimamente eleito em 2020.